# منطقة بودان
بودان رمزها «BD» (بالإنجليزية: Budaun)‏ ، هو تقسيم إداري لدولة الهند تتبع ولاية أتر برديش (بالإنجليزية: Uttar  Pradesh)‏ ، مركزها هو مدينة بودان (مدينة هندية) (بالإنجليزية: Budaun)‏ عدد سكانها حسب تعداد سنة 2001 هو 3,069,245 ، مساحتها 5,168 كم² وكثافة السكان 594 لكل كم² .